# Aerodactylus
Aerodactylus (nombre que significa "dedo aéreo") es un género extinto de pterosaurio que contiene solo una especie, Aerodactylus scolopaciceps, anteriormente considerada como una especie de Pterodactylus o, más específicamente, especímenes de Pterodactyls kochi.
Los restos fósiles de esta especie han sido hallados solo en la caliza de Solnhofen de Baviera, Alemania, siendo datados en finales del período Jurásico (inicios del Titoniense), hace unos 150.8-148.5 millones de años. Como en todos los pterosaurios, las alas de Aerodactylus estaban formadas por una membrana de piel y músculo que se extendía a partir de su alargado cuarto dedo de la mano hasta sus extremidades posteriores. Estaban reforzadas internamente por fibras de colágeno y externamente por bordes de queratina.

## Descripción

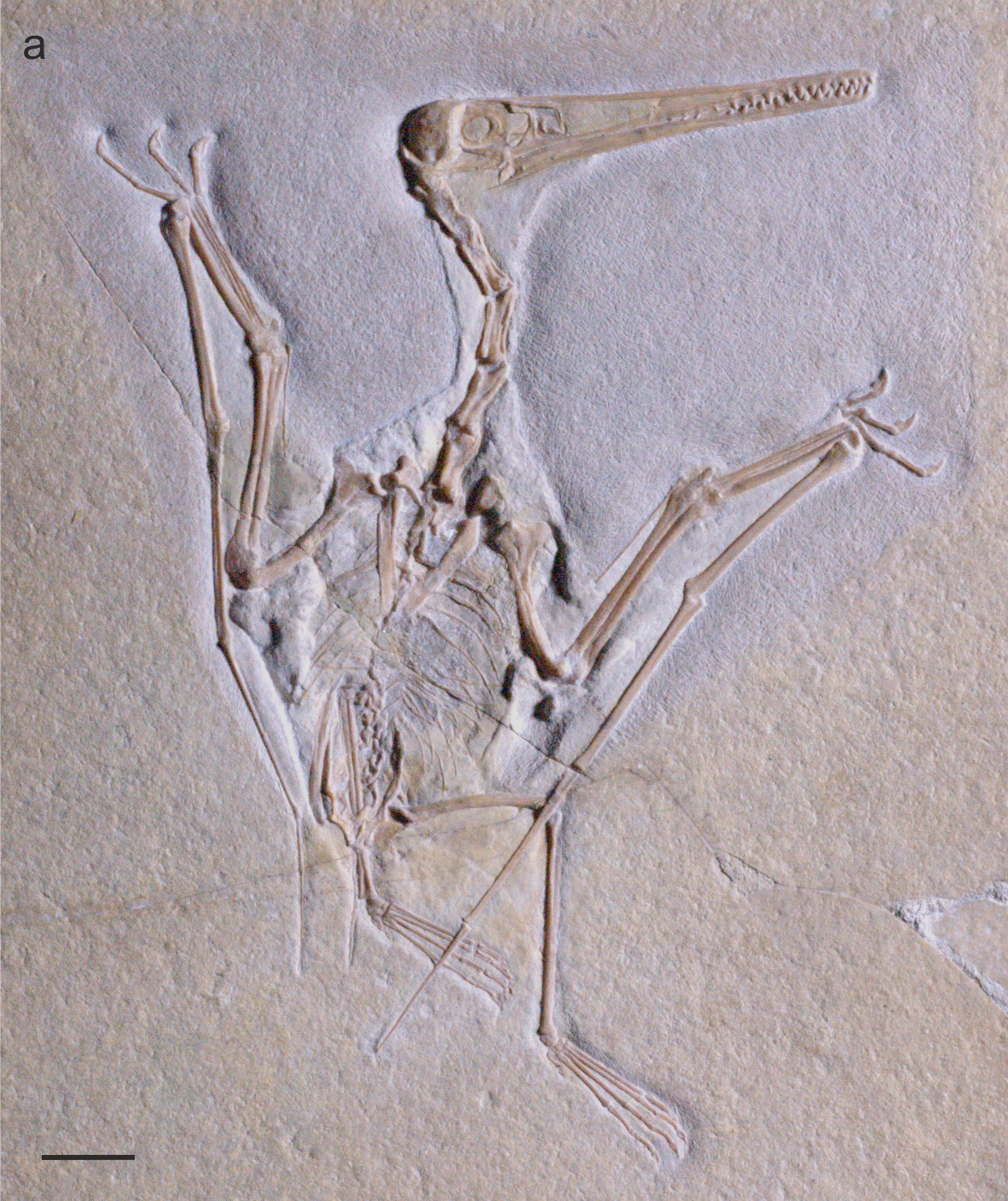
Espécimen con impresiones de tejido blando.

Aerodactylus es conocido a partir de seis especímenes fósiles, y aunque todos ellos son juveniles, están preservados como esqueletos completos. El descubrimiento de varios especímenes con rastros bien preservados de tejidos blandos ha permitido a los científicos reconstruir con certeza la apariencia en vida de Aerodactylus.

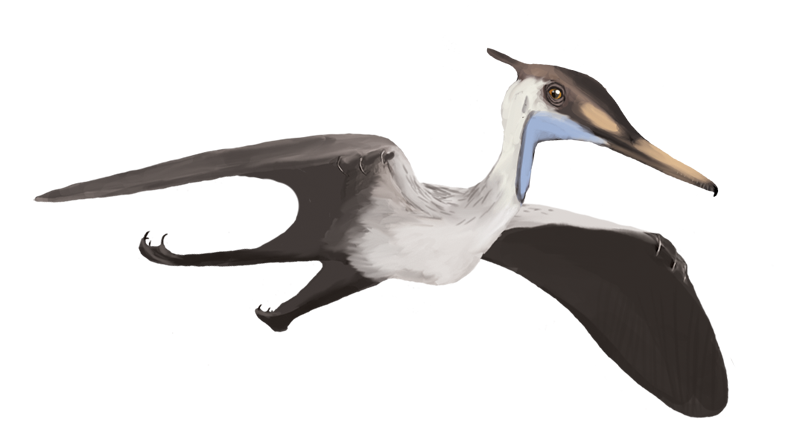
Restauración en vida.

Los cráneos de Aerodactylus eran largos y estrechos con cerca de 64 dientes los cuales se apiñaban hacia las puntas de las mandíbulas. Los dientes se extendían hacia atrás desde las puntas de las mandíbulas, y la fila de dientes finalizaba antes del frente de la fenestra nasoanteorbital, la gran abertura craneal delante de la cuenca ocular.  diferencia de algunas especies emparentadas, el cráneo y el maxilar se curvaban levemente hacia arriba, en lugar de ser rectos. Un pequeño pico ganchudo se encontraba en el extremo frontal de los maxilares, siendo ambas partes del pico no más grandes que los dientes que las rodeaban.
El cuello era largo, y cubierto con largas picnofibras similares a cerdas. Un saco gular se extendía desde la mitad de la mandíbula hasta la parte superior del cuello.
Aerodactylus, como otros pterosaurios emparentados, tenía una cresta craneal compuesta mayormente de tejidos blandos a lo largo de la parte superior de su cráneo. Un espécimen, MCZ 1505, muestra una cresta de tejido blando más o menos triangular que se extendía hacia arriba sobre la mitad posterior de la fenestra nasoanteorbital y el ojo; la cresta medía de 44 a 51 milímetros de largo (alrededor del 38 a 45% de la longitud total del cráneo) y alcanzaba una altura máxima de 9,5 mm. Bennett (2013) señaló que otros autores había afirmado que la cresta de tejido blando de Pterodactylus se extendía por detrás del cráneo; sin embargo, el propio Bennett no encontró ninguna evidencia de esta cresta sobrepasando la parte posterior del cráneo. En la parte posterior craneal había una pequeña cresta u "orejera" la cual apuntaba hacia atrás formando una estructura cónica. La cresta estaba compuesta en su mayor parte de largas fibras endurecidas (trenzadas unas con otras en un patrón de espiral dentro de la parte cónica de la cresta).
Las alas eran largas, y las membranas alares parecen haber carecido de la cubierta peluda de picnofibras presente en algunos otros pterosaurios (como ocurre en Pterorhynchus y Jeholopterus). La membrana alar se extendía entre los dedos de manos y pies, haciéndolos palmeados, y tenía un uropatagio (la membrana secundaria entre los pies y la cola), así como un propatagio (la membrana entre la muñeca y el hombro). Las garras de manos y pies estaban igualmente cubiertas de estuches de queratina que les daban mayor longitud y una curvatura a modo de gancho más allá de sus núcleos óseos.

## Historia

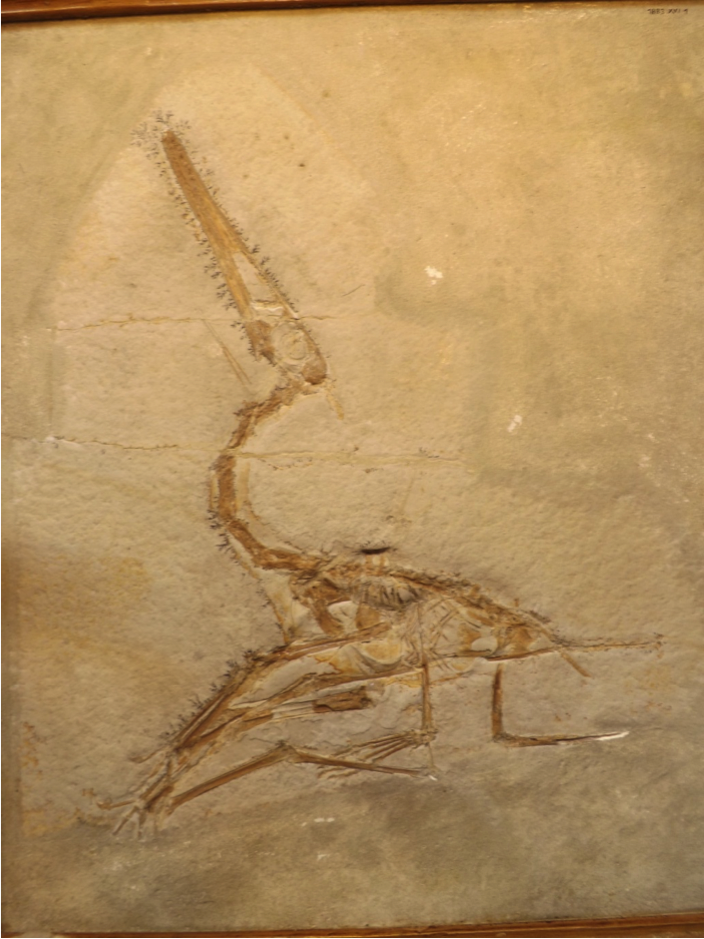
Espécimen preservado con una cresta de tejido blando.

En 1850 Hermann von Meyer describió el espécimen hoy conocido por su número de catálogo de BSP AS V 29 a/b como un nuevo espécimen de Pterodactylus longirostris. Pterodactylus longirostris es un sinónimo más moderno de Ornithocephalus antiquus, pero Pterodactylus reemplazo a Ornithocephalus por su uso más popular. El espécimen BSP AS V 29 a/b fue discutido de nuevo en la obra Fauna der Vorwelt de Meyer (1860), esta vez bajo el nombre de Pterodactylus scolopaciceps. Tanto Zittel como Wagner objetaron la nueva especie de Meyer y esta fue sinonimizada con P. kochi en 1883. Broili describió a un segundo espécimen y usó el nombre P. scolopaciceps, confiando en que esta era una especie válida. No obstante, el nombre pasó desapercibido y Wellnhofer lo consideró como un sinónimo más moderno de P. kochi. En 2013 P. kochi fue revisado por Bennet y fue sinonimizado con P. antiquus. Vidovic y Martill no acepatron los hallazgos de Bennett y consideraron que los especímenes contenidos en P. kochi lo hacían parafilético. Cuando Vidovic y Martill separaron a P. scolopaciceps de P. kochi ellos consideraron que era lo suficientemente distinto como para tener su propio nombre de género al que denominaron Aerodactylus, derivado del Pokémon llamado Aerodactyl.